# Villagrande Strisaili
Villagrande Strisaili település Olaszországban, Szardínia régióban, Ogliastra megyében. Lakosainak száma 2972 fő (2023. január 1.). Villagrande Strisaili Lotzorai, Talana, Arzana, Desulo, Fonni, Girasole, Orgosolo, Tortolì és Ulassai községekkel határos.

## Népesség
A település lakossága az elmúlt években az alábbi módon változott:
| Lakosok száma | 3243 | 3186 | 3086 | 2972 |
|               | 2017 | 2018 | 2020 | 2023 |